# Rosita (Vlaams tijdschrift)
Rosita, voordien bekend als Goed Nieuws voor de vrouw, was een Belgisch Nederlandstalig tijdschrift.

## Historiek
De eerste editie verscheen in 1952 onder de titel Goed Nieuws voor de vrouw en werd uitgegeven door de Tijdschriften Uitgevers Maatschappij (TUM). Het Franstalig zusterblad heette Bonnes Nouvelles. Het weekblad was geïnspireerd op het Nederlandse zusterblad. In 1964 werd het tijdschrift hernoemd in Rosita. Het blad richtte zich op vrouwen met thema's als mode, patronen voor het ontwerpen van kleding, gymoefeningen en adviezen op het gebied van omgangsvormen, opvoeding van kinderen, romantische vervolgverhalen en briefwisseling met lezeressen. De laatste editie verscheen in 1970, het blad ging op in Libelle.